# 孝恵公主
孝恵公主（こうけいこうしゅ、ヒョヘコンジュ、효혜공주）は、李氏朝鮮中期の王族。本名は李玉荷（イ・オクカ、이옥하）。李氏朝鮮第11代国王中宗の長女で章敬王后の嫡女。第12代国王仁宗の同母姉。金安老の次男金禧の妻である。

## 生涯
1511年に誕生した。1515年5歳の時に母后章敬王后が薨じた。1521年1月22日金安老の次男・金禧が駙馬（夫）に決まり、翌年の1520年旧暦11月に婚礼を挙行した。中宗は公主の義父になる金安老に要望を申し伝えた。
1528年18歳のとき赤痢を発作し、中宗がこれを心配して義父の政敵沈貞を押し切って殿試から還宮して見舞った。1531年5月6日に娘を出産した後、産後の症状により21歳にて卒去した。旧暦閏6月15日に高陽の月山大君墓の左の丘の礼葬された。公主の娘は名を金善玉といい、文定王后の弟尹元老の息子尹百源に嫁いだ。尹百源は明宗代に士林派を排撃し追放されたが、孝恵公主の義理の息子という理由で文定王后が諺書を下し難を逃れた。

## 家系
| 続柄   | 続柄   | 続柄   | 続柄   | 爵位   | 諱       | 生没年                               | 備考 |
| ------ | ------ | ------ | ------ | ------ | -------- | ------------------------------------ | ---- |
| 父王   | 父王   | 父王   | 父王   | 李懌   | 中宗     | 1488年 - 1544年                      |      |
| 母后   | 母后   | 母后   | 母后   |        | 章敬王后 | 1491年 - 1515年                      |      |
| 義父   | 義父   | 義父   | 義父   | 金安老 |          | 1481年 - 1537年                      |      |
| 配偶者 | 配偶者 | 配偶者 | 配偶者 | 金禧   | 延城尉   | ? - 1531年                           |      |
|        | 長女   | 長女   | 長女   | 金善玉 |          |                                      |      |
| 婿     | 婿     | 婿     | 尹百源 |        |          | 文定王后の甥(王后の弟・尹元老の息子) |      |